# ЦАР на летних Олимпийских играх 2000
Центральноафриканская Республика принимала участие в Летних Олимпийских играх 2000 года в Сиднее (Австралия) в шестой раз за свою историю, но не завоевала ни одной медали. Сборную представляли три спортсмена, в том числе впервые лучница.

## Результаты

### Лёгкая атлетика
Мужчины
| Спортсмен        | Дисциплина    | Квалификация | Квалификация | Финал                | Финал                |
| Спортсмен        | Дисциплина    | Результат    | Место        | Результат            | Место                |
| ---------------- | ------------- | ------------ | ------------ | -------------------- | -------------------- |
| Микаэль Конжунго | метание диска | 57,85 м      | 34           | Завершил выступления | Завершил выступления |

Женщины
| Спортсмен            | Дисциплина | Первый раунд | Первый раунд | Четвертьфинал         | Четвертьфинал         | Полуфинал             | Полуфинал             | Финал                 | Финал                 |
| Спортсмен            | Дисциплина | Время        | Место        | Время                 | Место                 | Время                 | Место                 | Время                 | Место                 |
| -------------------- | ---------- | ------------ | ------------ | --------------------- | --------------------- | --------------------- | --------------------- | --------------------- | --------------------- |
| Мария-Жоэль Конжунго | 100м с/б   | 13,95        | 35           | Завершила выступления | Завершила выступления | Завершила выступления | Завершила выступления | Завершила выступления | Завершила выступления |

### Стрельба из лука
Женщины
| Спортсменка    | Дисциплина        | Квалификация | Квалификация | 1/32 финала                      | 1/16 финала           | 1/8 финала            | Четвертьфинал         | Полуфинал             | Финал                 |
| Спортсменка    | Дисциплина        | Первый раунд | Второй раунд | Соперница Результат              | Соперница Результат   | Соперница Результат   | Соперница Результат   | Соперница Результат   | Соперница Результат   |
| -------------- | ----------------- | ------------ | ------------ | -------------------------------- | --------------------- | --------------------- | --------------------- | --------------------- | --------------------- |
| Генриэтт Юанга | личное первенство | 238          | 252          | Наталья Валеева Италия П 126-166 | Завершила выступления | Завершила выступления | Завершила выступления | Завершила выступления | Завершила выступления |